# Albrecht Haushofer
Albrecht Haushofer (Munique, 7 de Janeiro de 1903 - Berlim, 15 de abril de 1945) foi o principal cientista político do regime nazista, co-autor intelectual do Pacto Ribbentrop-Molotov, principal assessor internacional de Rudolf Hess, principal precursor da política internacional de Hitler e professor de geopolítica e geografia política na Universidade de Berlim entre 1940 e 1944.
Filho do reconhecido analista internacional de geopolítica Karl Haushofer, defendeu a ideia de que a Inglaterra e a Alemanha eram nações afins e unidas por um mesmo vínculo ariano e influiu na atitude de Hitler em relação ao Império Britânico na primeira fase da guerra. 
Envolvido no atentado de 20 de julho de 1944, foi detido em casa e conduzido ao presidio de Moabit, onde permaneceu preso.
Heinrich Himmler pensou em tirá-lo da prisão para usá-lo nas suas aproximações com a inteligência americana, mas o contato realizado com o Conde Folke Bernadotte para o mesmo fim significou a execução de Haushofer em abril de 1945 apenas 15 dias antes da morte de Hitler. Com o pretexto de trasladá-lo junto a outros 15 prisioneiros de índole diversa, foi conduzido ao Centro de Exposições ULAP situado na avenida Invalidenstrasse e executado junto com os demais. Seu irmão Heinz Haushofer o encontrou e o enterrou no mesmo centro.